# Попис становништва у Хрватској 2021.
Попис становништва у Хрватској 2021. (хрв. Popis stanovništva, kućanstava i stanova u Republici Hrvatskoj 2021. godine) био је редовни десетогодишњи попис становништва, који је на подручју Хрватске спроведен током јесени 2021. године, у периоду од 13. септембра до 14. новембра. Попис је обављен на основу Zakona o Popisu stanovništva, kućanstava i stanova u Republici Hrvatskoj 2021. godine (Narodne novine, бр. 25/20, 34/21). Попис је спроведен применом комбиноване пописне методологије, која је подразумевала самопописивање од 13. до 26. септембра на посебном електронском порталу, након чега је уследило и теренско пописивање, које је обављено у периоду од 27. септембра до 14. новембра.

## Резултати
Објављивање званичних резултата пописа отпочело је 22. септембра 2022. године, од стране Државног завода за статистику (DZS), а највећу пажњу јавности изазвао је податак да је укупан број житеља Хрватске сведен на свега 3.871.833 становника, што је представљало значајан пад од чак 9.64% у односу на резултате претходног пописа из 2011. године.
| Ранг по броју становника | Жупанија                        | Број становника (2021) | Претходно стање (2011) | Пад по броју становника | Пад у процентима |
| ------------------------ | ------------------------------- | ---------------------- | ---------------------- | ----------------------- | ---------------- |
| 1                        | Град Загреб                     | 767,131                | 790,017                | 22,886                  | 2.9              |
| 2                        | Сплитско-далматинска жупанија   | 423,407                | 454,798                | 31,391                  | 6.9              |
| 3                        | Загребачка жупанија             | 299,985                | 317,606                | 17,621                  | 5.5              |
| 4                        | Приморско-горанска жупанија     | 265,419                | 296,195                | 30,776                  | 10.4             |
| 5                        | Осјечко-барањска жупанија       | 258,026                | 305,032                | 47,006                  | 15.4             |
| 6                        | Истарска жупанија               | 195,237                | 208,055                | 12,818                  | 6.2              |
| 7                        | Задарска жупанија               | 159,766                | 170,017                | 10,251                  | 6.0              |
| 8                        | Вараждинска жупанија            | 159,487                | 175,951                | 16,464                  | 9.4              |
| 9                        | Вуковарско-сријемска жупанија   | 143,113                | 179,521                | 36,408                  | 20.3             |
| 10                       | Сисачко-мославачка жупанија     | 139,603                | 172,439                | 32,836                  | 19.0             |
| 11                       | Бродско-посавска жупанија       | 130,267                | 158,575                | 28,308                  | 17.9             |
| 12                       | Крапинско-загорска жупанија     | 120,702                | 132,892                | 12,190                  | 9.2              |
| 13                       | Дубровачко-неретванска жупанија | 115,564                | 122,568                | 7,004                   | 5.7              |
| 14                       | Карловачка жупанија             | 112,195                | 128,899                | 16,704                  | 13.0             |
| 15                       | Међимурска жупанија             | 105,250                | 113,804                | 8,554                   | 7.5              |
| 16                       | Бјеловарско-билогорска жупанија | 101,879                | 119,764                | 17,885                  | 14.9             |
| 17                       | копривничко-крижевачка жупанија | 101,221                | 115,584                | 14,363                  | 12.4             |
| 18                       | Шибенско-книнска жупанија       | 96,381                 | 109,375                | 12,994                  | 11.9             |
| 19                       | Вировитичко-подравска жупанија  | 70,368                 | 84,836                 | 14,468                  | 17.1             |
| 20                       | Пожешко-славонска жупанија      | 64,084                 | 78,034                 | 13,950                  | 17.9             |
| 21                       | Личко-сењска жупанија           | 42,748                 | 50,927                 | 8,179                   | 16.1             |
| Укупни резултати         | Укупни резултати                | 3,871,833              | 4,284,889              | 413,056                 | 9.6              |

## Етнички састав
Етнички састав (2021)
| Етничка припадност       | Бројност  | Share  |
| ------------------------ | --------- | ------ |
| Хрвати                   | 3,547,614 | 91.63% |
| Срби                     | 123,892   | 3.20%  |
| Бошњаци                  | 24,131    | 0.62%  |
| Роми                     | 17,980    | 0.46%  |
| Албанци                  | 13,817    | 0.36%  |
| Италијани                | 13,763    | 0.36%  |
| Мађари                   | 10,315    | 0.27%  |
| Чеси                     | 7,862     | 0.20%  |
| Словенци                 | 7,729     | 0.20%  |
| Словаци                  | 3,688     | 0.10%  |
| Македонци                | 3,555     | 0.09%  |
| Црногорци                | 3,127     | 0.08%  |
| Немци                    | 3,034     | 0.08%  |
| Украјинци                | 1,905     | 0.05%  |
| Руси                     | 1,481     | 0.04%  |
| Русини                   | 1,343     | 0.03%  |
| Пољаци                   | 657       | 0.02%  |
| Јевреји                  | 410       | 0.01%  |
| Турци                    | 404       | 0.01%  |
| Аустријанци              | 365       | 0.01%  |
| Румуни                   | 337       | 0.01%  |
| Бугари                   | 262       | 0.01%  |
| Власи                    | 22        | 0.00%  |
| Остали                   | 13,196    | 0.34%  |
| Регионално изјашњени     | 12,712    | 0.33%  |
| Етнорелигијски изјашњени | 5,874     | 0.15%  |
| Некласификовани          | 3,108     | 0.08%  |
| Неизјашњени              | 22,388    | 0.58%  |
| Непознато                | 26,862    | 0.69%  |

## Срби у Хрватској
Према резултатима пописа, број Срба у Хрватској знатно је опао, са 186.633 (2011) на 123.892 (2021) становника, услед чега је и учешће Срба у укупном броју становника Хрватске спало са 4,36% (2011) на 3,20% (2021). Према верској структури, највећи број Срба је православне вероисповести (101.250), док је број Срба католика знатно мањи (2.042), а преостали припадају другим вероисповестима или су се изјаснили као агностици (2.342), односно атеисти (11.406).

## Рефренце
1. ↑  DZS: Zakon o popisu stanovništva, kućanstava i stanova u Republici Hrvatskoj 2021. godine
2. ↑  DZS: Samopopisivanje
3. ↑  DZS: Terensko popisivanje
4. ↑  DZS: Objavljeni konačni rezultati Popisa 2021.
5. ↑  „DZS: Prvi rezultati Popisa 2021.”. Архивирано из оригинала 30. 01. 2022. г. Приступљено 10. 05. 2024.
6. ↑  DZS: Stanovništvo prema narodnosti i vjeri: Popis 2021.